# ショウアップナイターニュース
『ショウアップナイターニュース』は、2002年10月7日から2003年3月27日までのナイターオフシーズンにニッポン放送で制作・放送したラジオ番組。

ニッポン放送以外のネット局では『ナイターニュース』にタイトルを差し替えて放送していた。

## 概要
この番組はニッポン放送では毎日放送していた。
- 2002年10月7日にスタート。

- 月曜日から金曜日までは、17:30 - 20:50（以下を除くネット局では19:00 - 20:00、KBS京都・四国放送は19:00 - 19:30、茨城放送・栃木放送・ラジオ沖縄は19:00 - 20:50）の放送で、松本秀夫と森永卓郎（森永がニュースステーションに出演する日は打ち合わせの関係で電話出演していた。）の担当。途中20:10ごろ - 20:40ごろには箱番組（番組内で放送される週1回のプログラム）が放送された。

- 土曜日は、ニッポン放送では17:30 - 19:00の放送で、大久保博元と師岡正雄の担当。ネット局では19:00 - 21:00の放送で、山本剛士の担当。

- 日曜日は、ニッポン放送ローカルで放送時間は17:30 - 19:30。山田邦子と煙山光紀の担当。

- 月曜から金曜の19時台にトヨタ自動車提供のフロート番組『トヨタアフター7 〜コレでつかめ!〜』が全国32局ネットにてオンエアされた。内容は、サラリーマン・オフィスレディーの「仕事のあとの余暇・アフター5+2」で、タイトルの『アフター7』とは「毎日の余暇&余暇活動」をも意味する。主にパチンコ・麻雀・ゴルフ・ギャンブルの情報を流していたが、それ以外の余暇も取り上げることがまれにあった。なお、STVラジオ（当時は札幌テレビ放送のラジオ部門）・東海ラジオ・毎日放送ラジオ・KBC九州朝日放送では、同じタイトルの企画ネット番組を当時オンエアした（なお、このコーナーは、翌2003年度の『ショウアップナイターストライク!』でも継承された）。

- 月曜から金曜の19:40 - 19:50時間帯には「おすぎのいいすぎ!?」を放送した。

- ニッポン放送をはじめ、多くの放送局ではセ・リーグ開幕戦中継のため、2003年3月27日（木）放送分が最終回となったが、茨城放送・秋田放送などの開幕戦を放送しなかった一部の局（→後述）では、翌3月28日（金）に森永卓郎と冨田憲子による「一夜限りのナイターニュース」が放送された（なお、セ・リーグ開幕戦を放送しない局向けへの裏送りネットは『ショウアップナイターストライク!』以降の番組でも行われている）。

- コーナーに現在も単発で企画されている人気コーナー、男はつらいよリクエストがあった。
- なお日曜担当だった山田は、長年にわたって行ってきたニッポン放送の連続レギュラー出演は当番組をもっていったん途絶え、半年後の2003年秋スタートのナイターオフ、山田邦子の今夜もおつかれ!まで待つことになった。

## ネット局
| - 青森放送○ - IBC岩手放送○(※1) - 東北放送○ - 秋田放送☆○(※1) - 山形放送○ - ラジオ福島☆○ | - 茨城放送◎(※2) - 栃木放送☆◎ - 新潟放送○(※1) - 北日本放送☆○ - 北陸放送☆○ - 福井放送☆○ | - 山梨放送☆○(※1) - 信越放送○ - KBS京都● - 和歌山放送○ - 山陰放送○ - 山陽放送○(※3) | - 中国放送○ - 山口放送○ - 四国放送☆● - 西日本放送○ - 南海放送☆○(※1) - 高知放送☆○ | - 長崎放送○ - 熊本放送○(※1) - 大分放送○(※1) - 宮崎放送☆○(※1) - 南日本放送○ - ラジオ沖縄◎ |

凡例
- ☆ -　土曜版（放送時間は前述の通り19:00-21:00）もネット
- ◎ - 19:00-20:50
- ○ - 19:00-20:00
- ● - 19:00-19:30
- (※1) - 月曜日のみネット無し
- (※2) - 月曜日のみ○
- (※3) - 月曜日のみ◎

### 『一夜限りのナイターニュース』を放送した局
19:00-20:50
茨城放送、栃木放送、ラジオ沖縄
19:00 - 20:00
青森放送、IBC岩手放送、秋田放送、和歌山放送、山陰放送、長崎放送、大分放送
19:00 - 19:30
KBS京都